# ایتالیایی سوئیسی
ایتالیایی سوئیسی (ایتالیایی: italiano svizzero) گونه‌ای از زبان ایتالیایی است که در منطقه ایتالیایی‌زبان سوئیس گفتگو می‌شود. زبان لومپارد دارای حدود ۳۵۰٬۰۰۰ گویشور در کانتون تیچینو و جنوب کانتون گراوبوندن است، اما برای اهداف رسمی ایتالیایی در نظر گرفته می‌شود.